# Bharat Rashtra Samithi
Bharat Rashtra Samithi är ett separatistiskt politiskt parti i indiska delstaten Telangana. Från juni 2004 bildar partiet koalitionsregering i delstaten tillsammans med Kongresspartiet.